# Reichenstraße 35a (Quedlinburg)

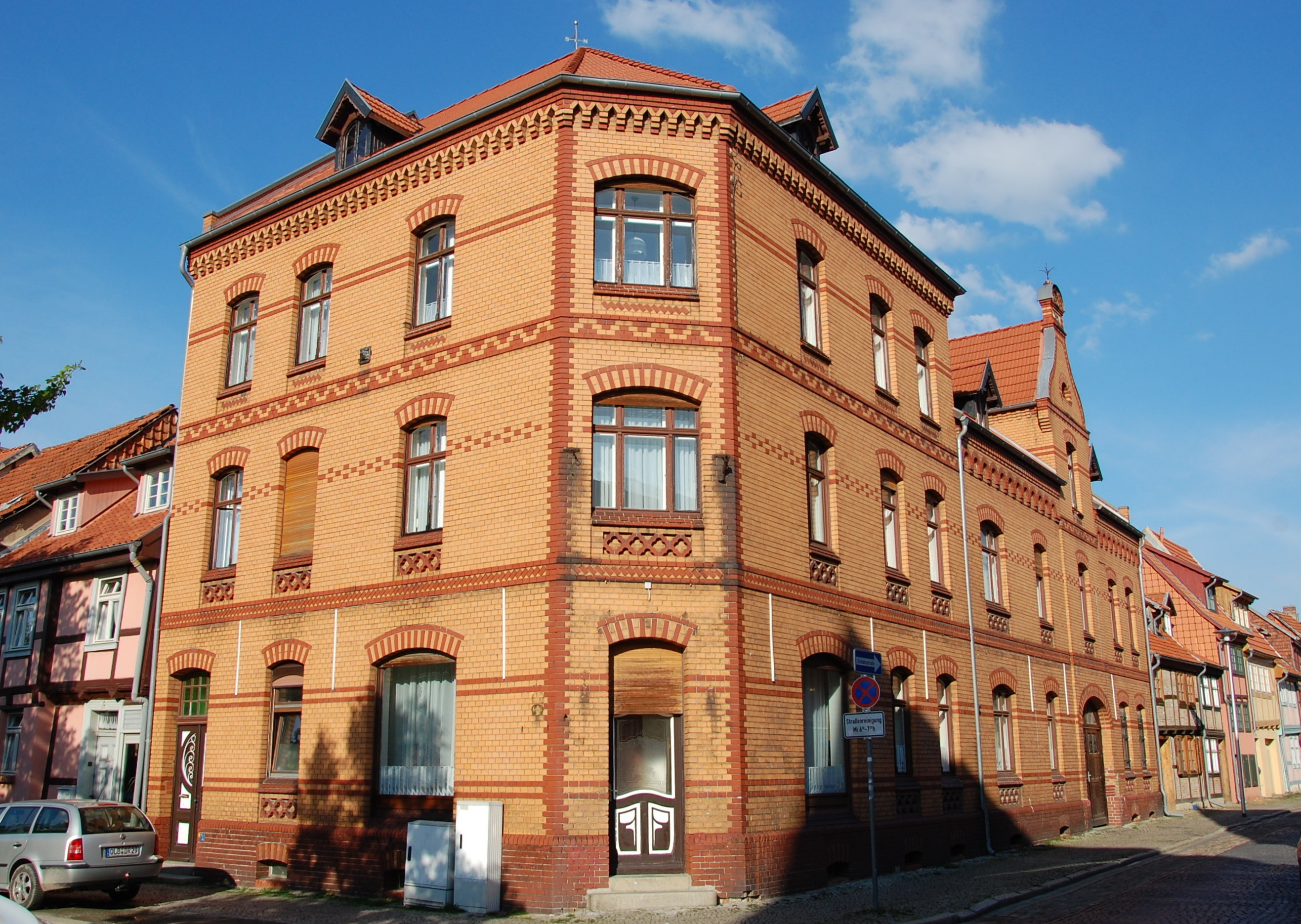
Haus Reichenstraße 35a

Das Haus Reichenstraße 35a ist ein denkmalgeschütztes Gebäude in der Stadt Quedlinburg in Sachsen-Anhalt.

## Lage
Es befindet sich im nördlichen Teil der historischen Quedlinburger Neustadt in einer Ecksituation an der Kreuzung der Straße Augustinern mit der Reichenstraße. Das Gebäude ist im Quedlinburger Denkmalverzeichnis als Wohnhaus eingetragen. Nördlich grenzt das gleichfalls denkmalgeschützte Haus Reichenstraße 35 an.

## Architektur und Geschichte
Das dreigeschossige massive Gebäude entstand im späten 19. Jahrhundert und ist in seiner Erscheinung weitgehend original erhalten. Der aus hellen Klinkern errichtete Bau ist mit historisierenden Elementen, wie neogotischen Friesen und einem Giebel im Stil der Renaissance, verziert. Die Gliederung der Fassade erfolgt durch farblich abgesetzte Steine. Zunächst wurde das Gebäude als Gastwirtschaft genutzt.